# ゾーイ (歌手)
ゾーイ（ZOË）、本名・ゾーイ・シュトラウプ（Zoë Straub、1996年12月1日 - ）は、オーストリアの歌手、女優である。ユーロビジョン・ソング・コンテスト2016にオーストリア代表として出場した。

## 来歴
1996年12月1日にウィーンで生まれ、幼少期から歌い始め、10歳の時には子供向けの音楽コンテストに出場した。6歳の時に両親の音楽ユニットであるPapermoonに参加、その後、高校卒業と同時に音楽活動と女優としてのキャリアを開始した。

### 2015年
2015年のユーロビジョン・ソング・コンテストのオーストリア代表を選考する「Wer singt für Österreich?」に出場したが、3位に終わった。また、10月にはデビューアルバム「Debut」をリリースした。

### 2016年
前年に続き「Wer singt für Österreich?」に出場した。同大会で優勝した結果、スウェーデン・ストックホルムで開催されたユーロビジョン・ソング・コンテスト2016にオーストリア代表として選出した。出場曲の「Loin d'ici」は父親との共同制作であり、準決勝1で170点を得て7位、決勝で151点を得て13位となった。「Loin d'ici」はフランス語で歌われたが、それについてゾーイは「祖父母が20年間パリに住んでいて、自分自身、父親と同じく（ウィーンにある）フランス系の学校に通っていた。だから、フランス語で歌ってみたら自然に感じられた」と説明している。

### 2018年
ゾーイはユーロビジョン・ソング・コンテスト2018のサンマリノ代表の選出に大きな力を入れた。同国のほとんどの予選曲の作成に手を掛けた上、選考の審査員も務めた。

## ディスコグラフィー

### アルバム
- Debut（2015年）
- Debut Deluxe（2016年）